# Willi Schütten
Willi Schütten (Lebensdaten unbekannt) war ein deutscher Fußballspieler.

## Karriere
Schütten gehörte dem Duisburger SpV an, für den er als Mittelfeldspieler von 1909 bis 1914 in den vom Westdeutschen Spiel-Verband ausgetragenen Meisterschaften, zunächst in einer zehn Mannschaften umfassenden Verbandsliga, seine letzte Saison im Ruhrkreis, Punktspiele bestritt. Während seiner Vereinszugehörigkeit gewann er einmal die Ruhrkreismeisterschaft und viermal die Westdeutsche Meisterschaft, die zugleich zur Teilnahme an den Endrunden um die Deutsche Meisterschaft berechtigten.
Als Sieger mit seiner Mannschaft aus der Verbandsliga 1910 hervorgegangen, wurden die drei Spiele der Endrunde um die Westdeutsche Meisterschaft allesamt mit einem Torverhältnis von 19:5 gewonnen. Mit dem errungenen Titel, dem vierten des Vereins, nahm er erstmals an der Endrunde um die Deutsche Meisterschaft teil.
Am 17. April 1910 bestritt er in München-Gladbach sein erstes Endrundenspiel, das mit 0:1 gegen den späteren Meister Karlsruher FV verloren wurde. Obwohl sein Verein 1911 erneut als Sieger aus der Verbandsliga hervorgegangen war und auch das Finale um die Westdeutsche Meisterschaft gewinnen konnte, kam er in der Endrunde um die Deutsche Meisterschaft nicht zum Einsatz, sondern erst wieder im Jahr 1913. In diesem bestritt er alle drei Endrundenspiele; zunächst am 20. April in Frankfurt am Main beim 2:1-Viertelfinalsieg über den FC Stuttgarter Kickers, eine Woche später in Essen beim ebenfalls mit 2:1 gewonnenen Halbfinale gegen den amtierenden Meister Holstein Kiel und schließlich am 11. Mai 1913 in München im Finale gegen den VfB Leipzig. In der neunten Spielminute geriet seine Mannschaft durch einen unberechtigten Handelfmeter in Rückstand, der sich bis zur 60. Minute auf 0:3 erhöhte. Heinrich Fischer erzielte in der 75. Minute das einzige Tor für seine Mannschaft, er und seine Mitspieler mussten sich aber folglich als unterlegener Finalist – größter Vereinserfolg bis heute – begnügen. Seine letzten Endrundenspiele bestritt er am 3. Mai 1914 in Essen beim 4:1-Viertelfinalsieg n. V. über den Altonaer FC 93 und das 14 Tage später beim VfB Leipzig mit 0:1 verlorene Halbfinale.

## Erfolge
- Zweiter der Deutschen Meisterschaft 1913
- Westdeutscher Meister 1910, 1911, 1913, 1914
- Ruhrkreismeister 1914